# Robert Baker
Robert Baker fue un cornetista estadounidense, originario de Memphis, Tennessee, que desarrolló su trabajo en la segunda mitad del siglo XIX, en la época de formación del jazz.
Se desconoce la fecha de su nacimiento y de su muerte, y la información sobre su existencia proviene de la obra del escritor y crítico musical, James Monroe Trotter. Era el líder de una Brass Band muy célebre, alrededor de 1880 y, conforme a los datos aportados por Trotter, su música estaba aún muy influenciada por las marchas militares. Se sabe que intervino en el entierro del presidente  Garfield (1881).